# Szuvo Grlo (Demir Hiszar)
Szuvo Grlo (macedónul: Суво Грло) település Észak-Macedóniában, a Pelagonijai körzet Demir Hiszar-i járásában.

## Népesség
| Lakosok száma | 157  | 156  | 143  | 102  | 62   | 32   | 27   | 8    | 7    |
|               | 1948 | 1953 | 1961 | 1971 | 1981 | 1991 | 1994 | 2002 | 2021 |

- 2002-ben 8 lakosa volt, akik közül 7 macedón és 1 egyéb.